# A. D. Miller
Pour les articles homonymes, voir Miller et Andrew Miller.
A. D. Miller, né en 1974 à Londres, en Angleterre, est un écrivain et un journaliste britannique, auteur de roman policier.

## Biographie
Il fait des études en littérature à l'université de Cambridge et à l'université de Princeton. Il travaille ensuite comme journaliste de voyages aux États-Unis, puis rentre en Angleterre et devient producteur de télévision. En 2004, il est à l'emploi du journal The Economist. Il est d'abord correspondant pour The Economist à Moscou, avant d'en devenir en 2007 le rédacteur en chef.
En 2006, il fait paraître un ouvrage qui retrace la vie de sa famille pendant le Blitz.
En 2010, il publie son premier roman, Snowdrops grâce auquel il est finaliste du Gold Dagger Award 2011 et du prix Booker 2011.

## Œuvre

### Romans
- Snowdrops (2010), traduit en 2011 par Florence Bellot sous le titre Perce-neige
- The Faithful Couple (2015)

### Autre publication
- The Earl of Petticoat Lane (2006)

## Prix et distinctions

### Nominations
- Gold Dagger Award 2011 pour Snowdrops[1]
- Prix Booker 2011 pour Snowdrops[2]
- Los Angeles Times Book Prize pour Snowdrops
- Galaxy National Book Awards (en) pour Snowdrops
- Prix James Tait Black pour Snowdrops